# Bulbophyllum calophyllum
Bulbophyllum calophyllum é uma espécie de orquídea (família Orchidaceae) pertencente ao gênero Bulbophyllum. Foi descrita por Louis Otho Otto Williams em 1938.